# Charles Champetier
Pour les articles homonymes, voir Champetier.
Charles Champetier, aussi connu sous le pseudonyme de Charles Müller, né en 1968, est un journaliste et essayiste français.

## Biographie
Membre du Groupement de recherche et d'études pour la civilisation européenne (GRECE), il est le rédacteur en chef de la revue Éléments à la fin du XXe siècle. Dans le no 94 de ce périodique, Champetier publie « La Nouvelle Droite de l’an 2000 », un manifeste cosigné avec Alain de Benoist qui sera ensuite repris en volume. Pour les revues de la Nouvelle Droite. Champetier écrit notamment des articles sur les questions des biotechnologies. Après 2002, il cesse ses collaborations[réf. nécessaire].
À l'occasion de la guerre du Kosovo, il organise avec Arnaud Guyot-Jeannin et Laurent Ozon le collectif « Non à la guerre » (CNG), et son journal La Grosse Bertha.
En 2006, se présentant comme rédacteur scientifique, il crée sous le pseudonyme de Charles Müller le blog « climat-sceptique.com », qui agrège et traduit les arguments des climatosceptiques forgés aux États-Unis. Se réclamant d'une critique scientifique et rationnelle des écrits du GIEC, ses écrits qui introduisent la notion en France connaîtront une forte influence dans la genèse du mouvement. L'Association française pour l'information scientifique (AFIS) lui donne une étiquette de respectabilité en 2008, en le laissant publier sur Science & pseudo-sciences « Climat : quelques éléments de critique sceptique », malgré les démentis déjà connus à certains des éléments développés. Désormais paré d'un bandeau « Point de vue », la version actuelle de la page précise : « Le texte ci-dessous, publié en 2008, ne reflète pas la position de l’Afis et n’engage que son auteur. »
En 2006 et l'année suivante, il corédige deux essais avec Peggy Sastre, qui était alors membre du comité éditorial de l’Afis. Le second ouvrage, Sexes Machines, se réclame, selon Les Gardiens de la raison, d'une « lecture toute personnelle du néodarwinisme ». Notamment, un chapitre sur le viol reprend les idées du psychologue évolutionniste Randy Thornhill et promeut l'idée que le viol aurait des finalités reproductives, à l'encontre de l'avis des sociologues pour qui il n'est pas tant lié à la sexualité qu'à des mécanismes de domination. L'ouvrage reprend ainsi dans chacun de ses chapitres les thèses d'un chercheur donné, sans toutefois faire état des critiques émises à l'encontre de chacune de ces théories.
En parallèle des activités susmentionnées, il est conseiller en communication gère un cabinet de conseil, Inférences, qu'il a cofondé.

## Publications
- Lire Drewermann : Analyse d'une hérésie contemporaine, GRECE, 1970.
- Homo consumans : archéologie du don et de la dépense, Arpajon, Le Labyrinthe, 1994.  (ISBN 2-86980-013-4)
- avec David Barney et Christian Lavirose, La nouvelle Inquisition : ses acteurs, ses méthodes, ses victimes. Essai sur le terrorisme intellectuel et la police de la pensée, Paris, Le Labyrinthe, 1993.  (ISBN 2-86980-010-X)
- avec Peggy Sastre, Des plantes pour votre cerveau : comment booster votre humeur, votre mémoire, votre intelligence, Paris, Éditions Médicis, 2006, 287 p. (ISBN 978-2-85327-299-5)
- avec Peggy Sastre, Sexe machines, Paris, Max Milo Éditions, 2007, 215 p. (ISBN 978-2-35341-006-4)
- avec Alain de Benoist, Manifesto for a European Renaissance, Arktos Media, 2012.